# Jaime Balius
Jaime Balius Mir (Barcelona, 1904 - Hyères, Francia, 1980) fue un escritor anarquista.

## Biografía

### Inicios nacionalistas
Nació en el seno de una familia económicamente desahogada y burguesa de Barcelona. Cursó estudios de bachillerato y se matriculó en la facultad de medicina.
Su temperamento idealista lo llevará durante su juventud al nacionalismo insurreccional del coronel Macià y al partido político Estat Català. En 1922 se afilia a Acció Catalana, y toma parte en las manifestaciones catalanistas de 1923; dos años más tarde fue uno de los firmantes del manifiesto catalanista de Bandera Negra, e implicado en el llamado "complot de Garraf" contra el rey Alfonso XIII y en los preparativos de un "Exèrcit Català" secreto, es encarcelado. En poco tiempo es puesto en libertad y se exilia en Francia, donde la atmósfera de adulación que envolvía a Macià y la poca disposición de éste a organizar un auténtico levantamiento le desencantaron del independentismo.

### BOC
Al proclamarse la República volvió a Barcelona y se afilió al Bloc Obrer i Camperol (BOC), organización a medio camino entre el nacionalismo y el marxismo pero al poco se sintió decepcionado por las ambiciones dirigistas de sus jefes y sus connivencias con la pequeña burguesía nacionalista. Impresionado por la insurrección de Fígols, se hizo anarquista, apadrinado en los medios libertarios por nombres de prestigio como Pablo Ruiz, Bruno Lladó, Francisco Pellicer, Liberto Callejas, Alejandro Gilabert o Eusebio Carbó.

### Guerra civil
Pertenecía a la FAI desde 1932 y a la CNT desde 1936. Iniciada la Guerra Civil Balius fue elegido vicepresidente del Sindicato de Periodistas y entró en el Grup Sindical d'Escriptors Catalans, escribiendo para Ideas, Ruta, Superación y Tiempos Nuevos. El 26 de enero de 1937 se le ofreció la dirección del periódico La Noche, antiguo órgano azañista en manos de sus trabajadores.
Ejerció de articulista y periodista en la prensa libertaria del momento, así para Tierra y Libertad, Solidaridad Obrera, Solidaridad, CNT, Cultura Obrera, Despertar y Más Lejos.

#### Agrupación de los Amigos de Durruti

Logotipo de la CNT

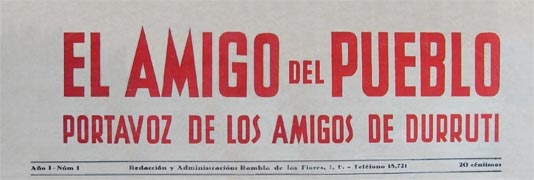
Primer número de El Amigo del Pueblo, Portavoz de los Amigos de Durruti, órgano de Los Amigos de Durruti.

El 15 de marzo de 1937 crea la Agrupación de los Amigos de Durruti junto a Félix Martínez y Pablo Ruiz, antiguos miembros de la Columna Durruti, a raíz del decreto de militarización de las milicias, y empieza a editar (a partir del 19 de mayo) el periódico El Amigo del Pueblo, ilegalizado tras la publicación de sus primeros números y que toma su título de L'Ami du peuple de Marat. Su objetivo es luchar contra lo que consideran como una posición reformista por parte de la CNT y contra el abandono de las conquistas de 1936. Los Amigos de Durruti están en desacuerdo con la participación de la CNT en el gobierno central y catalán. También se oponen a la militarización, bajo control político del gobierno, de las milicias obreras.
A raíz de los Sucesos de Mayo (1937), en los que se aproximaría al POUM, la sede de la agrupación fue clausurada y Balius llevado a los calabozos, desde donde continuaría escribiendo para El Amigo del Pueblo. Pudo salir al poco de la cárcel, siendo nombrado secretario de la Agrupación y encarcelado de nuevo. En enero de 1938 escribirá "Hacia una nueva revolución", uno de sus textos más conocidos.

### Exilio
Al finalizar la guerra en Cataluña en enero de 1939 se exilia de nuevo a Francia, donde gesta el Grupo franco-español de "Los Amigos de Durruti". Cuando se inicie la invasión alemana, Balius logrará salir del territorio francés en el último barco fletado por el SERE en 1940. Desembarcó en Santo Domingo, desde donde pudo alcanzar Cuba y llegar por fin a México, país en el que permaneció diecisiete años (permaneció unos meses en casa de Grandizo Munis y dos años en el Sanatorio Español, con su enfermedad agravada y en un estado de absoluta miseria, escribiéndose con el historiador Burnett Bolloten, residente en California, que le prestó alguna ayuda moral y económica).
En 1961 vuelve a París, donde ejercerá como redactor para Le Combat Syndicaliste y Tierra Libre, periódicos de la CNT en el exilio francés.
En 1978 el historiador británico Paul Sharkey traduce y edita en inglés "Hacia una nueva revolución", al que Balius le añadirá un prólogo, "Hace 40 años...", que ha pasado a formar parte de la obra.
Muere en la residencia Beau Séjour, en Hyères, en el distrito de Toulon, un día de diciembre de 1980.